# Pilar Jurado
Pour les articles homonymes, voir Jurado.
Pilar Jurado (née en 1968 à Madrid) est une chanteuse lyrique (soprano) et compositrice espagnole.
En 2011, son opéra, La página en blanco, a été le premier ouvrage lyrique composé par une femme créé au Teatro Real.[réf. nécessaire]